# Veio
Veio (in latino Veii, in etrusco Vei) fu un'importante città etrusca, situata nel centro della penisola italiana le cui rovine sono situate presso il borgo medievale di Isola Farnese, circa 15 km a N-O di Roma, all'interno dei confini del Parco regionale di Veio nella Valle del Tevere. Sorta non lontano dalla riva destra del Tevere durante il X secolo a.C., entrò fin dall'VIII secolo a.C. in competizione con Roma per il controllo dei septem pagi e delle saline alla foce del fiume (campus salinarum), da cui dipendeva parte della sua prosperità. Fu conquistata dai Romani dopo un lungo assedio all'inizio del IV secolo a.C. (data tradizionale: 396 a.C.), rifondata come colonia romana durante il I secolo a.C. e trasformata in municipio da Augusto (Municipium Augustum Veiens). L'estensione e l'importanza della città romana furono tuttavia assai minori rispetto al periodo etrusco. Fu definitivamente abbandonata, in base a quanto suggerito dai dati archeologici ed epigrafici, durante il IV secolo d.C.
Definita pulcherrima urbs ("città splendida") dallo storico latino Tito Livio, considerata da Dionigi "la più potente città dei Tirreni" al tempo di Romolo e "grande quanto Atene", fu tra i maggiori centri politici e culturali dell'Italia centrale in particolare tra il VII ed il VI secolo a.C. e con Caere (Cerveteri) la più popolosa città dell'Etruria meridionale. Sede di fiorenti botteghe artigiane già in epoca orientalizzante, sviluppò durante l'età arcaica una rinomata scuola di coroplastica (scultura in terracotta) il cui più celebre esponente fu l'etrusco Vulca, chiamato a realizzare le sculture acroteriali del Tempio di Giove Capitolino a Roma. Stando alle attuali conoscenze archeologiche fu anche la città che introdusse in Italia l'uso di decorare con pitture le pareti delle tombe a camera: la Tomba dei Leoni Ruggenti (circa 690 a.C.) e la Tomba delle Anatre (circa 670 a.C.), rinvenute nelle necropoli poste attorno all'altopiano, sono considerati gli esempi più antichi dell'intera penisola.
L'area della città antica riveste oggi grande interesse storico e naturalistico ed è oggetto di indagini archeologiche da parte di istituzioni sia italiane che estere. Il fascino dei luoghi l'ha resa inoltre meta di escursioni da parte di turisti e cittadini romani, in particolare durante i giorni festivi.

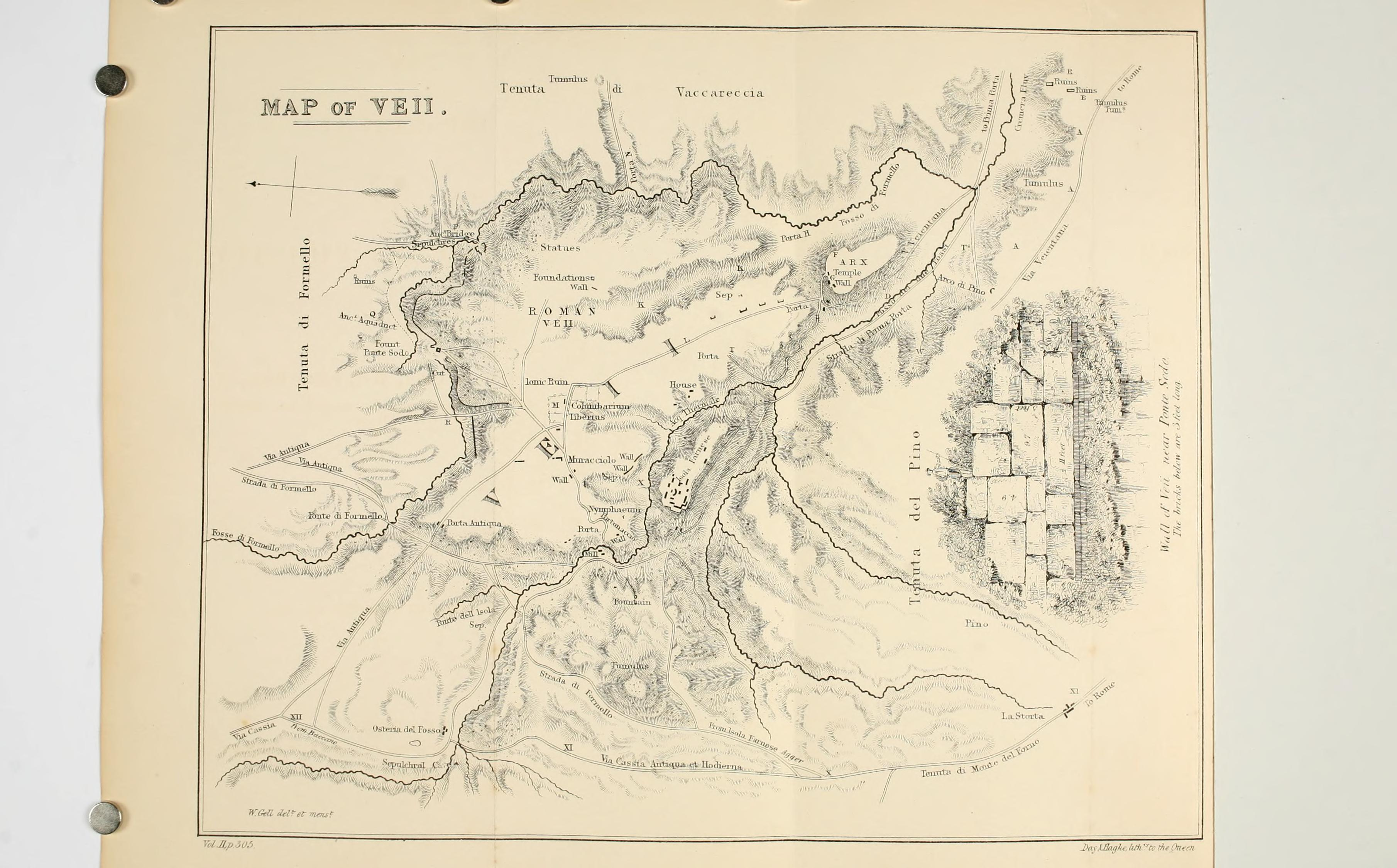
Mappa della città di Veio di William Gell (1846)

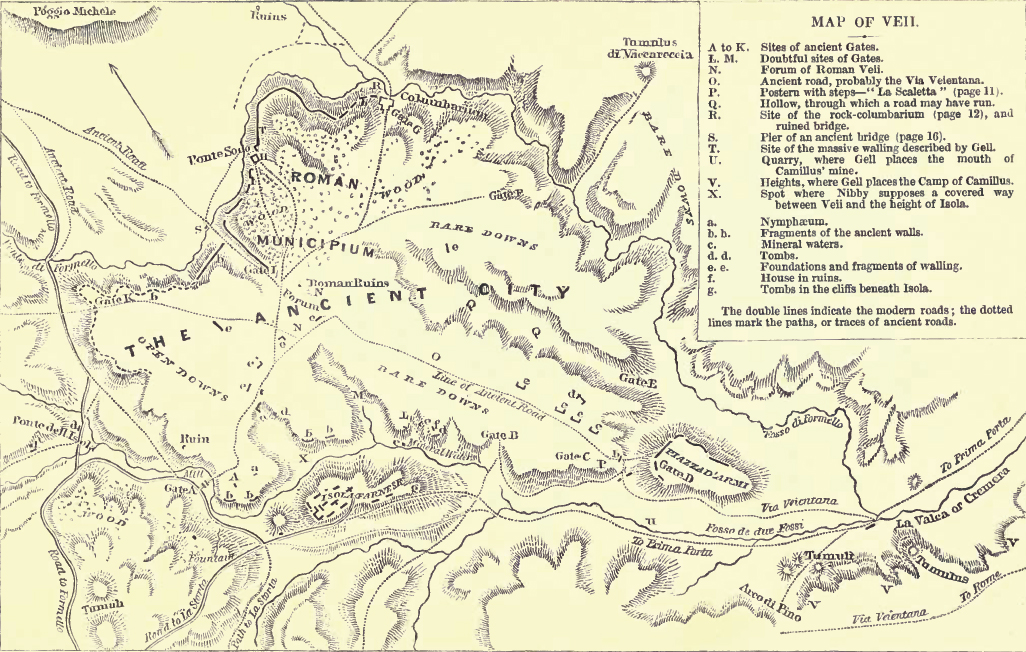
Mappa della città di Veio di George Dennis (1848)

## Il sito
L'area archeologica è situata nel territorio nord-occidentale del comune di Roma (XV municipio), a circa 15 km di distanza dal centro e non lontano dal confine con il comune di Formello. La legge regionale n. 29 del 1997 ha istituito il Parco regionale di Veio con lo scopo di preservare l'ambiente naturale dell'area della città antica e di altri territori confinanti posti lungo la riva destra del Tevere. Malgrado la carenza della segnaletica stradale, il sito archeologico è comodamente raggiungibile dalla Capitale tramite la via Cassia (svolta a destra in via dell'Isola Farnese presso la frazione di La Storta) o la via Cassia Veientana (uscita Formello, poi via Formellese in direzione La Storta, svolta a sinistra in via dell'Isola Farnese). L'accesso per i visitatori avviene di norma dal parcheggio a valle del borgo di Isola Farnese, da cui si raggiungono agevolmente le rovine del santuario di Portonaccio.

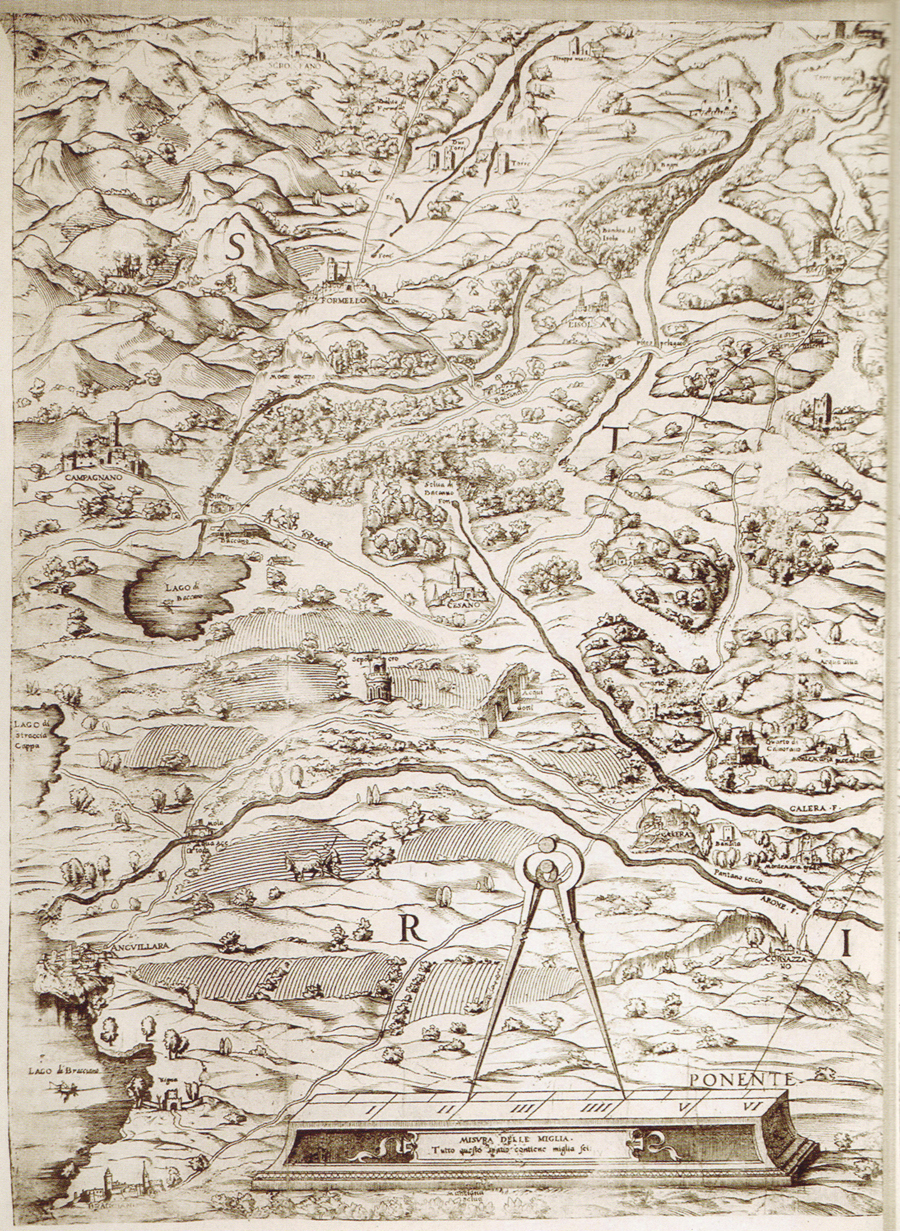
Eufrosino della Volpaia, Mappa della Campagna romana, 1547.
Particolare del territorio compreso tra Campagnano di Roma e l'antica città di Veio. Si noti il Lago di Baccano (oggi scomparso) da cui fuoriesce il fiume Cremera e l'indicazione del suo percorso sotterraneo presso il pianoro di Veio, corrispondente al Ponte Sodo.

La città antica si estendeva su un altopiano di forma vagamente triangolare con una superficie di circa 190 ettari (1,9 km2), delimitato a sud dal Fosso Piordo (o Fosso dei Due Fossi) e a nord dal Torrente Valchetta (anche noto come Valca, Varca o Fosso di Formello), identificato con l'antico fiume Cremera. Oggi poco più che un ruscello, il Cremera aveva in antico una portata d'acqua lievemente maggiore in quanto emissario del Lago di Baccano, originariamente sito nell'omonima valle e prosciugato nel XIX secolo (si veda in proposito la Mappa della Campagna romana di Eufrosino della Volpaia del 1547). Presso il punto più a nord del pianoro il percorso del fiume fu alterato mediante un'importante opera di ingegneria idraulica, realizzata in un'epoca imprecisata (ma presumibilmente piuttosto antica): il cosiddetto Ponte Sodo altro non è che una galleria artificiale etrusca della lunghezza di circa 70 m per 3 m di larghezza, scavata nella roccia al fine di canalizzare il percorso delle acque del Cremera; con tale opera fu evitato il pericolo di inondazione causato da un'ampia ansa naturale del fiume (che fu così aggirata) e si garantì un più comodo attraversamento del corso d'acqua in corrispondenza di una delle porte della città (creando di fatto un "ponte di roccia"). Il peculiare fascino dell’opera la rende una delle principali attrazioni del luogo. Poco più a valle del fiume s'incontrano i resti della strada romana che usciva dalla città in direzione di Capena e, ancora oltre, le rovine di un impianto termale romano di età augustea o tiberiana (i Bagni della Regina), sorto in corrispondenza di una sorgente di acque termali calde. Il più piccolo Fosso Piordo, che lambisce la città sul lato meridionale separando il pianoro di Veio dall'altura di Isola Farnese, forma in prossimità di un vecchio mulino (attivo fino alla metà del XX secolo) la Cascata della Mola: da qui ha inizio generalmente il percorso di visita all'area archeologica.
I bordi scoscesi del pianoro, che in alcuni tratti divengono pareti quasi verticali, costituivano un'ottima difesa naturale a tutela degli abitanti, in particolare in corrispondenza della propaggine meridionale oggi detta Piazza d'Armi: qui, sull'altura che dominava strategicamente il punto di confluenza tra il fiume Cremera e il Fosso Piordo, fu posta l'acropoli della città, la cittadella fortificata in cui erano alcuni dei più antichi templi dell'abitato e che fu protagonista degli ultimi drammatici momenti di vita della Veio etrusca in occasione dell'assedio romano. La città antica era racchiusa da una cinta muraria in opera quadrata di tufo, più volte restaurata; alla base le mura avevano uno spessore di oltre 2 m e si assottigliavano verso l'alto, raggiungendo un'altezza stimabile tra i 5 e gli 8 m. Il perimetro della fortificazione supera gli 8 km e se ne conservano tuttora alcuni tratti.

### Viabilità antica e porte urbiche
La città era collegata a Roma tramite la via Veientana e la via Trionfale. La via Cassia transitava (e transita ancora) oltre un chilometro ad ovest del pianoro, poiché al tempo della costruzione della strada dell'antica città etrusca non restavano che sparse rovine e la colonia romana non era stata ancora fondata. Nel tratto in cui la via Veientana scendeva nella valle del Cremera, poco a sud di Piazza d'Armi, è ancora visibile una breve galleria scavata nella roccia dagli Etruschi (oggi detta Arco del Pino) al fine di rendere più agevole il percorso della strada. Da qui la via Veientana proseguiva fino alla base di Piazza d'Armi e piegando a destra saliva alla cittadella (porta a dypilon) e alla porta meridionale del pianoro di Veio ("Porta Romana"; Canina, Porta I). Poco più a nord da un varco nelle mura alla base di una tagliata con orientamento S-E ("Porta Fidene"; Canina, Porta VIII) aveva inizio la strada che attraversava la valle del Cremera in direzione della confluenza del fiume nel Tevere (oggi presso il Labaro) ove, sulla sponda opposta del fiume, raggiungibile con un traghetto, sorgeva la città etrusca di Fidene. Proseguendo in senso antiorario, una strada usciva dalla porta E ("Porta Crustumerium"; Canina, Porta VII) e costeggiando il Tumulo della Vaccareccia si inoltrava tra le colline in direzione del Tevere e dell'abitato latino di Crustumerium (Settebagni). Un altro importante percorso si sviluppava dalla porta N-E ("Porta Capena", dal Canina detta "Porta Spezzeria" o Porta VI) in direzione di Capena: il tratto di basolato romano che dall'antico ponte sul Cremera sale all'abitato è ancora visibile e in ottimo stato di conservazione. Una strada connessa ad una porta secondaria correva forse verso nord al di sopra del Ponte Sodo, utilizzabile in caso di piena del Cremera. Dalla porta nord ("Porta Falerii"; Canina, Porta V) usciva invece la strada per Falerii (Civita Castellana), capoluogo dei Falisci. La Porta N-O (oggi vicolo Formellese; Canina, Porta IV) costituiva uno dei principali accessi alla città e metteva in comunicazione Veio con l'area dei laghi di Bracciano, Martignano e Baccano e da qui con il cuore dell'Etruria (Blera, Tuscania). Dalla porta ovest ("Porta Caere") prendeva avvio il tracciato che conduceva a Careiae (Galeria) e Caere (Cerveteri). La strada per le saline alla foce del Tevere cominciava dalla porta S-O ("Porta di Portonaccio"; Canina, Porta III) e collegava la città al santuario di Portonaccio alla base del pianoro. Dalla porta S-S-O ("Porta trionfale"; Canina, Porta II) usciva la via Trionfale in direzione del Campidoglio. Altre postierle erano probabilmente presenti.

### Campetti (complesso idrotermale)
Subito al di sopra della Cascata della Mola, in località Campetti presso la porta S-O dell'abitato (cosiddetta "Porta di Portonaccio"), una serie di indagini archeologiche susseguitesi a partire dal 1940 hanno messo in luce un vastissimo complesso termale di età romana (circa 10.000 m2) connesso allo sfruttamento di acque salutari. La prima occupazione di quest'area del pianoro a fini abitativi risale agli ultimi decenni del IX secolo a.C., come testimoniano le tracce di capanne e i materiali rinvenuti. Dalla fine del VII secolo a.C. si assiste ad una monumentalizzazione dell'area con l'erezione di edifici con muri in opera quadrata di tufo, alcuni a carattere abitativo e altri forse relativi ad un temenos (recinto sacro) corredato di edifici cultuali. Al principio del IV secolo, concordemente con la tradizione sulla conquista romana della città, il sito risulta abbandonato. Verso la fine del II secolo a.C. si ha una nuova fase edilizia con la realizzazione di un vasto complesso per il quale la funzione cultuale può essere solo presunta. Dagli ultimi decenni del I secolo a.C. il complesso viene totalmente ristrutturato e ampliato, articolandosi su due livelli separati da un terrazzamento e corredati di ambienti coperti e ampie vasche alimentate da cisterne, elementi che contribuiscono a delineare l'immagine di un grande sanatorio per cure idrotermali. A partire dalla fine del I secolo d.C. il complesso viene nuovamente riorganizzato comprendendo impianti per il riscaldamento dell'acqua. Non sono state rinvenute testimonianze relative al secolo IV e all'inizio del V. Successivamente sulle rovine del complesso si impianta un'abitazione privata che riutilizza parte dei materiali delle fasi precedenti. Per l'alto medioevo è attestata l'esistenza di una calcara.

### Macchiagrande-Vignacce (foro romano)

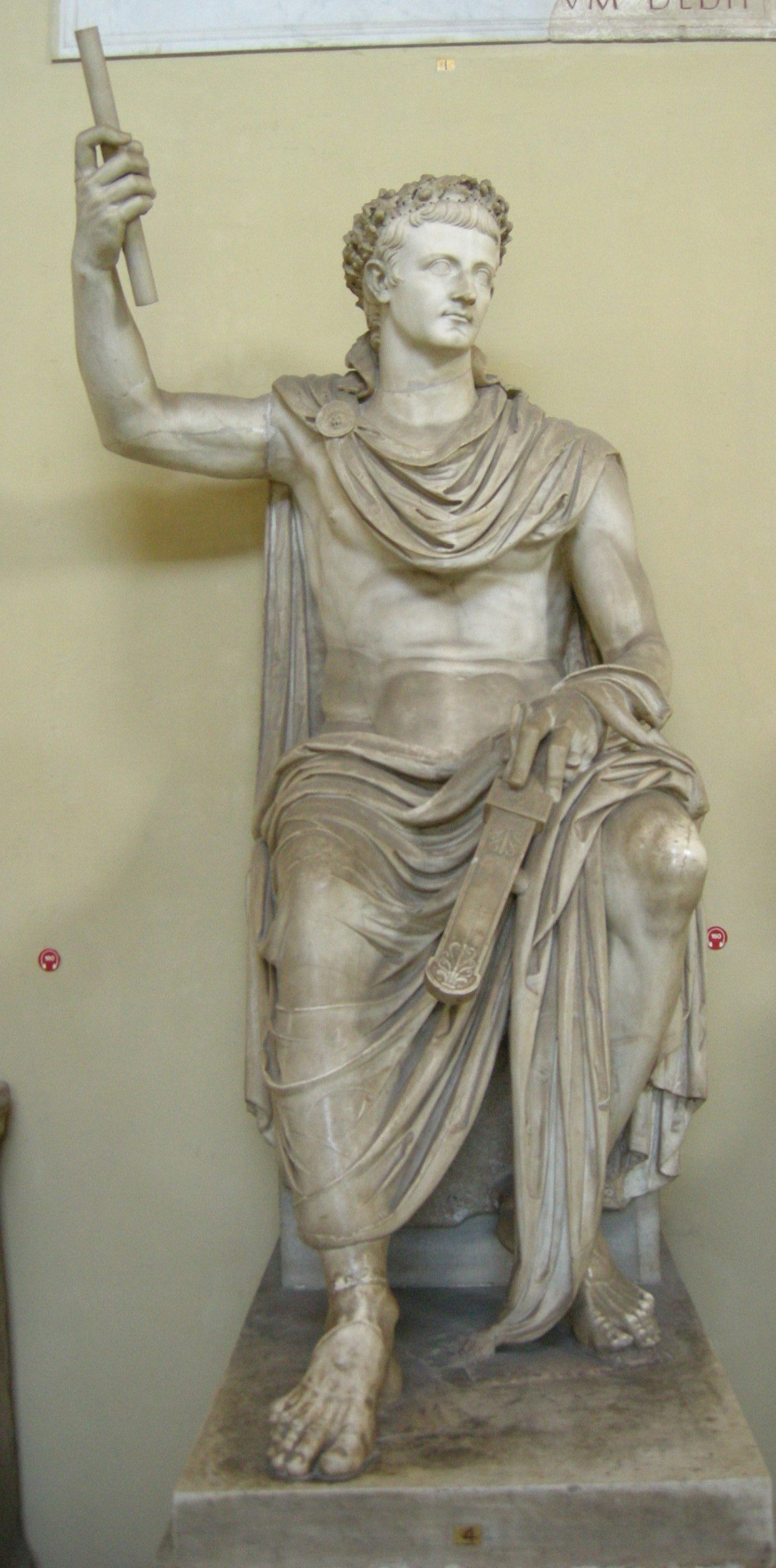
Statua seduta in dimensioni maggiori del vero di Tiberio. Da Veio, scavi Giorgi 1811-1813. Roma, Musei Vaticani, Museo Chiaramonti, inv. 1641. Testa forse non pertinente.

Lo scavo scientifico dell'area centrale del municipio romano, già frugato nella prima metà del XIX sec. (quando furono asportate le 11 grandi colonne ioniche ora reimpiegate nel Palazzo Wedekind a Roma, varie iscrizioni e una statua di Tiberio in trono), è stato avviato nel 1996 da Sapienza - Università di Roma e ha riportato alla luce una piazza lastricata (forum) di 40 x 80 m. La prima fase di occupazione dell'area è stata datata alla metà del IX secolo a.C.: sono stati rinvenuti resti di capanne edificate in materiali deperibili (buche di alloggiamento di pali, fosse, canalette e battuti pavimentali). Verso la metà del VII secolo a.C. una capanna viene demolita e sostituita con un edificio in blocchi di opera quadrata di tufo rosso. Durante il VI secolo a.C. tutte le altre capanne vengono sostituite da strutture in muratura (tufo grigio) di pianta rettangolare e orientate secondo i limiti imposti da una rigida griglia ortogonale che tiene conto della direzione dei principali assi viari. Questo quartiere abitativo è affiancato ad est da un'area cultuale dominata da un maestoso edificio che risale alla seconda metà del VII secolo a.C. corredato di un pozzo rinvenuto ricolmo di frammenti ceramici che giungono fino al V secolo a.C. Tale area di culto viene obliterata solo alla fine del IV secolo a.C. e gli edifici abitativi sembrano mantenersi in vita fino alla metà circa del II secolo a.C. In questo settore della città pertanto la conquista romana non sembra lasciare tracce tangibili. La distruzione delle abitazioni arcaiche comporta l'impianto di una domus con atrio e cisterna circondata da un hortus che sopravvive allo stravolgimento della topografia dell'area determinato dalla creazione del municipium augusteo. Si distinguono ora due settori, uno pubblico e uno privato: il primo è rappresentato dalla piazza del foro circondata su tutti i lati da un portico colonnato su cui si affacciano un sacello e altri edifici di carattere pubblico; alle spalle del sacello era collocato un impianto termale. Nel IV secolo d.C. l'intera area è in abbandono e occupata da sepolture; poco dopo viene realizzata una calcara per ottenere calce pregiata dalla cottura dei marmi spoliati.

### Piazza d'Armi (acropoli di Veio)
La propaggine meridionale dell'altopiano, oggi denominata Piazza d'Armi, separata dal resto del pianoro da una valletta parzialmente artificiale (valicata anticamente da un ponte di legno), costituiva l'arx (acropoli) della città, il luogo maggiormente difeso in cui erano collocati i più vetusti edifici sacri della comunità (attualmente in fase di esplorazione da parte di Sapienza - Università di Roma). Gli scavi qui condotti a partire dal 1996 hanno messo in luce una prima fase di occupazione, risalente al IX secolo a.C. ed estesa fino alla metà circa del VII secolo a.C., contraddistinta da gruppi di abitazioni sparse (capanne a pianta circolare con tetto conico sorretto da palo centrale o a pianta ellittica e fondo ribassato, precedute da un avancorpo - una porta o una tettoia - e con la copertura impostata sul muro perimetrale fatto di terra e scaglie di tufo); degna di nota la presenza nell'abitato - in deroga al divieto assoluto di seppellire i morti all'interno dello spazio urbano - di una sepoltura pertinente ad un maschio inumato di circa 25-30 anni (datazione delle ossa al radiocarbonio: 940-810 a.C.), apparentemente sormontata da una piccola capanna a sua volta inserita in una struttura ellittica allungata, interpretabile con buona probabilità come un heroon, un sacello destinato al culto di un eroe o più verosimilmente del fondatore della città. Nella seconda fase, durante la seconda metà del VII secolo a.C., si assiste all'abbandono della capanna circolare o ellittica in favore di unità abitative quadrangolari impostate all'interno di una maglia ortogonale di vicoli e strade, secondo uno schema razionalmente definito che preannuncia quello ippodameo. Poco prima del termine del VII secolo a.C. (terza fase) l'area indagata manifesta un primo fenomeno di monumentalizzazione che implica la pavimentazione delle strade e l'erezione di edifici a destinazione pubblica e di piccoli templi; si individuano anche abitazioni aristocratiche decorate da terrecotte architettoniche. Alla prima metà del VI secolo a.C. (quarta fase) si data un primo rifacimento della pavimentazione stradale e l'erezione di una imponente cinta muraria che comprende un grande varco a dypilon (doppia porta) in corrispondenza dell'unico punto di accesso all'acropoli. Le mura vengono ulteriormente rafforzate tra la fine del VI secolo a.C. e gli inizi del secolo successivo (fasi quinta-settima), presumibilmente a causa dell'inasprirsi del conflitto con Roma, liberatasi dal giogo della monarchia etrusca; sono localizzate sull'acropoli anche alcune attività artigianali. Dai decenni centrali del V secolo a.C. l'area non mostra tracce di vita e si presume che in quel periodo sia cessata la sua frequentazione. Alla fine del IV secolo a.C. si hanno invece evidenze di uno sfruttamento agricolo del terreno, indizio della completa scomparsa della struttura urbana. Sull'acropoli è stata rinvenuta un'iscrizione sepolcrale romana (CIL XI, 3840).

### Aree extraurbane: il santuario di Portonaccio
Vicino a una sorgente di acqua sulfurea presso il Fosso Piordo sorge il santuario extraurbano di Portonaccio, dedicato alla dea Menerva (Minerva) e probabilmente ad Apollo. Al santuario apparteneva la celebre scultura in terracotta dell'Apollo di Veio, attribuita allo scultore Vulca, oggi esposta presso il Museo nazionale etrusco di Villa Giulia.

### Opere idriche
In aggiunta al già citato Ponte Sodo, nei territori circostanti la città di Veio, e in particolare nella zona di Formello (il cui nome deriverebbe proprio dalla parola latina forma, con cui si indicavano gli acquedotti), è stata rinvenuta una vasta rete di cunicoli idrici, di cui rimangono attualmente circa 50 km complessivi di percorso, tutti realizzati in epoca etrusca e impiegati per favorire un migliore drenaggio dei terreni collinari soprastanti, controllare la portata delle acque torrentizie e per migliorarne la distribuzione nei periodi siccità; per ottenere tali scopi i cunicoli erano associati ad un complesso sistema di chiuse, canalizzazioni, dighe e laghetti artificiali. Particolare rilevanza hanno, tra questi manufatti:
- il Cunicolo degli Olmetti, in località La Selvotta, tuttora funzionante, fuoriesce dal banco tufaceo formando una piccola cascata. A questo era associato un laghetto artificiale ottenuto chiudendo una profonda gola con una diga larga circa 30 metri, di cui restano in situ alcuni blocchi.
- il Cunicolo Formellese, una galleria di circa seicento metri scavata a mano alta circa tre metri e della larghezza di circa un metro che metteva in collegamento il fiume Cremera con il Fosso Piordo.

Secondo il racconto di Tito Livio, fu attraverso i cunicoli sotterranei che si aprivano alla base del pianoro di Veio che Furio Camillo, dopo un assedio durato dieci anni, riuscì a penetrare nella città e a impadronirsene.

## Le necropoli

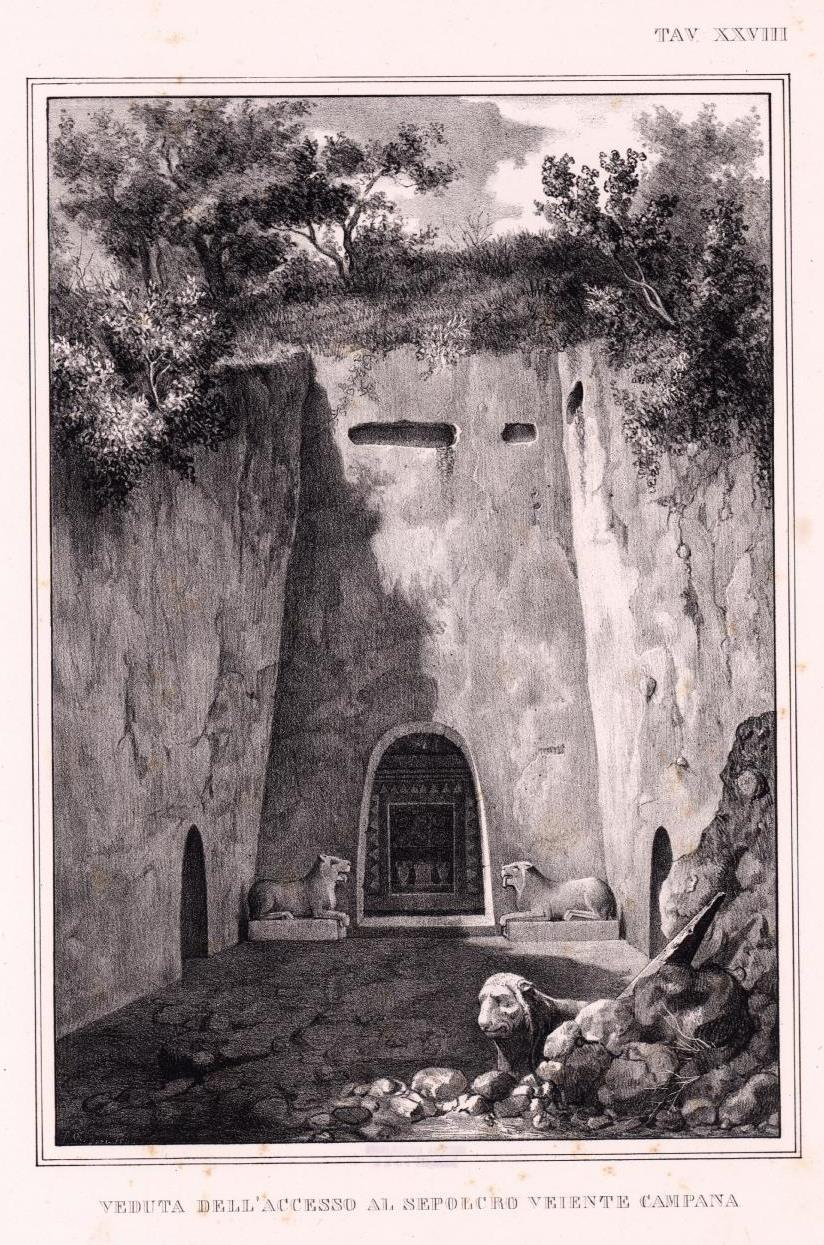
Veio, necropoli di Monte Michele, Tomba Campana, l'ingresso in un'incisione di Luigi Canina.
Si noti la coppia di mostri-felini disposti simmetricamente ai lati della porta arcuata e i loculi sepolcrali, probabilmente di età romana, ricavati in alto nel dromos, quando questo era quasi interamente interrato

Le colline e le valli che circondano la città furono utilizzate fin dall'epoca della fondazione per ospitare vasti nuclei di sepolture. Numerose necropoli sono state identificate e scavate durante il XIX e il XX secolo, rivelando che già nel IX e nell'VIII secolo a.C. la città aveva raggiunto una popolazione assai consistente. Proseguendo da nord in senso orario esse sono:
- Quattro fontanili. Situata sull'altura immediatamente a nord della Porta Capena. Scavata inizialmente nel 1838 sotto la direzione di Luigi Canina, poi ancora tra il 1963 ed il 1976, quando furono rinvenute circa 2000 tombe in parte gravemente danneggiate dalle arature.
- Monte Michele. Situata in una profonda valle scavata da un affluente del Cremera subito all'esterno della Porta Capena. Qui fu rinvenuta nel 1843 la Tomba Campana, dal nome dello scopritore Giovanni Pietro Campana, databile sulla base dei dipinti e del corredo rinvenuto agli ultimi decenni del VII secolo a.C.; essa aveva forse al di sopra un tumulo di terra. Altre sepolture furono messe in luce nel settore occidentale della collina tra il 1900 e il 1901 dai fratelli Benedetti (corredi al Museo archeologico nazionale di Firenze) e nel settore orientale con gli scavi della Soprintendenza del 1980: durante questa campagna furono individuate 6 tombe a camera datate tra il 670 e la fine del VII secolo a.C., tutte disposte lungo l'antica strada che da Veio raggiungeva Capena. La tomba n. 5, in particolare, si connotava come una sepoltura principesca per una coppia, un infante e un giovane adulto, contenente, oltre al corredo ceramico e metallico, un carro a 4 ruote e un'urna funeraria bronzea su cui era incisa la rappresentazione del volto di una Gorgone (o più verosimilmente di un demone funerario caratterizzato in modo analogo alla Gorgone di età classica); l'intero corredo della tomba, databile tra il 670 e il 650 a.C., è esposto al Museo nazionale etrusco di Villa Giulia a Roma.
- Vaccareccia. Vasta necropoli collocata sulle colline che guardavano la città lungo il lato orientale; scavata da Rodolfo Lanciani nel 1889 per conto dell'imperatrice del Brasile, i materiali sono ora al Museo Pigorini a Roma. La necropoli era dominata dal Tumulo della Vaccareccia (vedi sotto); attorno ad esso sepolture di IX e VIII sec. a.C.
- Macchia della comunità.
- Monte Campanile.
- Valle la Fata. Unica necropoli veiente collocata in un fondovalle, lungo il Fosso Piordo poco a S-E di Isola Farnese.
- Isola Farnese.
- Casalaccio.
- Oliveto grande.
- Pozzuolo.
- Riserva del bagno. Nota per il rinvenimento della Tomba delle Anatre, datata verso il 670 a.C. e dipinta con una teoria di anatre policrome.
- Casale del fosso. Intensamente scavata assieme alla vicina necropoli di Grotta gramiccia tra il 1913 e il 1916 sotto la direzione di Ettore Gabrici e Giuseppe Antonio Colini. Furono portate alla luce complessivamente 1200 tombe a pozzo, a fossa e a camera.
- Grotta gramiccia. Intensamente scavata assieme alla vicina necropoli di Casale del fosso tra il 1913 e il 1916 sotto la direzione di Ettore Gabrici e Giuseppe Antonio Colini. Furono portate alla luce complessivamente 1200 tombe a pozzo, a fossa e a camera. All'estremità settentrionale della necropoli è stata rinvenuta la Tomba dei Leoni Ruggenti, considerata la più antica tomba dipinta etrusca (datazione verso il 690 a.C.), con eccezionali rappresentazioni di mostri dalle ampie fauci spalancate di aspetto vagamente felino sovrastati da una teoria di volatili[8].
- Quarto di campetti. Situata sull'altura a nord-ovest della Porta Falerii. Scavata inizialmente nel 1840 sotto la direzione di Luigi Canina.
- Picazzano. Situata sull'altura a nord della Porta Falerii. Scavata inizialmente nel 1841 sotto la direzione di Luigi Canina.

In aggiunta a queste è nota la presenza nelle alture circostanti la valle del Cremera di alcuni tumuli di dimensioni talvolta considerevoli, posizionati nei punti di massima visibilità in relazione alla viabilità antica. Alcuni di essi sono stati spianati in età moderna per aumentare la superficie coltivabile. Due sono attestati in località Bamboccio-Torre Vergata, dove transitava la via Veientana, parzialmente conservata; un altro più vicino alla città era sull'altura immediatamente a sud di Piazza d'Armi presso l'Arco del Pino. Risalendo il corso del Cremera se ne individua uno maestoso sulla destra in località Vacchereccia/Vaccareccia (da cui il nome di Tumulo della Vaccareccia), esplorato nel 1935 e datato dal corredo ceramico verso il 640-630 a.C. Anche la Tomba Campana (620-600 a.C.) aveva forse al di sopra un tumulo. Un altro era in località Grotta Gramiccia. Sulle colline ad occidente della città erano i due Tumuli di Oliveto Grande. Altri tumuli sono più distanti da Veio (Tumulo Pisciacavallo, Tumulo di Monte Oliviero presso via di Santa Cornelia, Tumulo di Olgiata/Monticchio, Tumulo di Monte Aguzzo), forse connessi ad abitati minori o al possesso del territorio da parte di gentes aristocratiche. Nel complesso se ne conoscono una dozzina ma non è escluso che nell'antichità il loro numero fosse maggiore. Dai dati di scavo sembrano tutti databili nella seconda metà del VII secolo a.C.

### Riti funebri

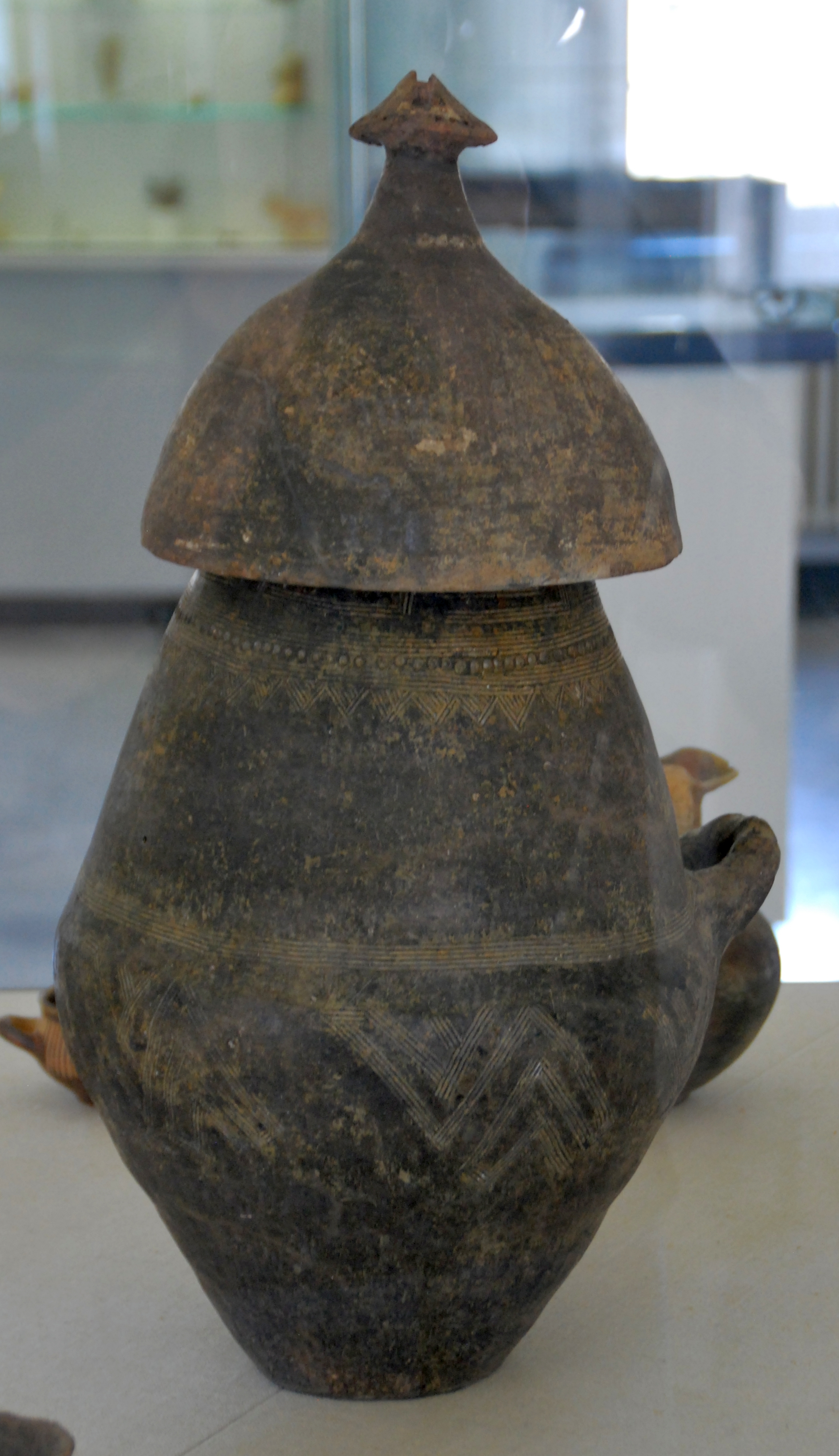
Urna biconica villanoviana con coperchio in forma di elmo apicato (seconda metà del IX secolo a.C.). Würzburg, Martin von Wagner Museum, Antikensammlung, inv. H 5712a/b. Si noti l'apice conformato a tetto di capanna

### Riti funebri[9]

#### Fasi IA-IB (circa 900-820 a.C.)
Per gran parte del IX secolo a.C. il rito funebre esclusivo è costituito dall'incinerazione: le ceneri sono deposte con il corredo in un ossuario biconico con semplice decorazione geometrica, coperto generalmente da una scodella rovesciata; l'ossuario viene calato in un pozzetto sul fondo del quale sono stati gettati preventivamente alcuni residui carbonizzati del rogo; la cavità viene poi colmata con terra e scaglie di tufo. In alcune deposizioni maschili la scodella è sostituita da un elmo fittile con apice (questo spesso a sua volta conformato come il tetto di una capanna, a sottolineare il doppio ruolo del defunto, guerriero e pater familias). Il corredo che accompagna il morto in questa fase è molto esiguo se non del tutto assente: solitamente si limita ad un'unica fibula per i maschi e ad una coppia di fibule accompagnate da una fuseruola per le femmine.

#### Fasi IC-IIA (circa 820-770 a.C.)
Negli ultimi decenni del IX secolo a.C. i pozzetti sono realizzati secondo tipologie più complesse (con risega, loculo e custodia litica) e si affianca il rito inumatorio (circa il 10% delle sepolture, percentuale che aumenta gradualmente nel corso dei primi decenni dell'VIII secolo): i defunti inumati vengono deposti all'interno di fosse inizialmente strette e lunghe, tendenti ad allargarsi e ad approfondirsi con il passare del tempo. Nelle incinerazioni i vasi biconici assumono forme più articolate e gli elmi fittili che coprono alcune sepolture maschili divengono di tipo crestato. Compaiono talvolta i rasoi e i bastoni del comando, costituiti da una verghetta di bronzo decorata con grani d'ambra. Rarissimi i ritrovamenti di armi. In alcune circostanze si nota una continuità topografica tra le sepolture, determinata dalla volontà di accostare più deposizioni relative a membri di una stessa famiglia.

#### Fasi IIB-IIC (circa 770-725 a.C.)
Nel corso dell'VIII secolo a.C. le inumazioni diventano gradualmente preponderanti (raggiungendo circa il 70% delle attestazioni intorno alla metà del secolo). Compaiono fosse più elaborate con risega e successivamente con loculo laterale per il corredo. Alcune sepolture infantili sono contraddistinte dall'uso di un sarcofago di tufo, calato all'interno della fossa. Nel terzo quarto del secolo alcune fosse con loculo raggiungono grande ampiezza assumendo forme simili ad una pseudo-camera. Dal secondo quarto dell'VIII secolo a.C., le sepolture mostrano inoltre segni evidenti di differenziazione sociale, appena apprezzabile nelle fasi precedenti, e si assiste ad un generale arricchimento quantitativo e qualitativo dei corredi.

#### Fase IIIA (circa 725 a.C.)
Nei decenni finali dell'VIII secolo un'aristocrazia ormai consolidata fa sfoggio nei corredi di oggetti di prestigio, spesso di origine esotica (giunti in particolare tramite il commercio fenicio; da qui il nome di età "orientalizzante"), e di fosse dai caratteri monumentali: tra queste ha particolare rilevanza la tomba n. 871 di Casale del Fosso, per un inumato maschile, contigua alla deposizione femminile n. 872.
I corredi delle sepolture delle necropoli mostrano generalmente i segni di una sistematica razzia degli oggetti preziosi attuata in età romana.

## Storia

### Protostoria e prima età del Ferro
Recenti indagini sul terreno hanno testimoniato una limitata frequentazione dell'area durante la tarda età del Bronzo (circa 1200-900 a.C.) e la probabile localizzazione di un abitato sull'altura oggi occupata da Isola Farnese. Nel momento di passaggio tra l'età del Bronzo e la prima età del Ferro (tra X e IX secolo a.C.) le mutate condizioni socio-economiche o l'instabilità politica, determinate verosimilmente dall'arrivo in Italia di genti straniere, forse indoeuropee, spinsero le popolazioni circostanti a cercare forme di maggiore aggregazione: vennero repentinamente abbandonati numerosi villaggi di piccola e media estensione localizzati nelle vicinanze e si avviò un processo di sinecismo (concentrazione della popolazione) che condusse al rapido accrescimento del numero di residenti sul pianoro di Veio, scelto in conseguenza delle sue qualità strategiche (ottime difese naturali, abbondanza di acqua e di terre coltivabili, relativa vicinanza al Tevere e al mare). Forse contestualmente fu abbandonato anche il villaggio di Isola Farnese.
Le ricognizioni di superficie hanno dimostrato che durante il IX e l'VIII secolo a.C. il pianoro ospitava grandi nuclei di capanne a pianta circolare o ellittica, separati gli uni dagli altri e collocati lungo i margini dell'altopiano, verosimilmente allo scopo di controllarne i varchi di accesso garantendo al contempo spazi adeguati per un'agricoltura di sussistenza e l'allevamento sia nelle aree centrali che nei terreni giustapposti tra un "villaggio" e l'altro. Tale modello di insediamento viene generalmente definito un aggregato proto-urbano perché i "villaggi", pur in qualche modo federati, non costituiscono ancora un organismo unitario. Le necropoli di tali abitati erano collocate all'esterno del pianoro, sulle colline al di là del Fosso Piordo e del Valchetta, e solo in minima parte nelle valli alla base dell'altopiano (sepolcreto di Valle la Fata). I sepolcreti mostrano tra loro lievi differenze per quanto concerne i materiali rinvenuti, circostanza che suggerisce la pertinenza di ciascuna necropoli ad uno soltanto dei villaggi posti lungo i margini del pianoro. Una tomba molto antica (datata al radiocarbonio tra il 940 e l'810 a.C.) è stata individuata all'interno dell'abitato di Piazza d'Armi (in quella che sarà l'acropoli della città), in deroga ai precetti igienici e religiosi che vietavano la presenza di sepolture in abitato, circondata da una duplice struttura capannicola idonea a qualificare l'insieme come un heroon, la tomba venerata di un eroe o forse più verosimilmente del fondatore della città.
La posizione geografica permetteva al grande centro proto-urbano di dominare tutta la zona sulla riva destra del Tevere, all'incirca dall'odierna Riano fino alla foce del fiume, dove gli antichi stagni costieri erano stati convertiti nelle principali saline dell'Italia centrale (campus salinarum). Per tale ragione i Latini, stanziati sulla sponda sinistra e arroccati sulle alture dei Colli Albani, si riferivano all'altra riva con l'appellativo di litus Tuscus ("la sponda etrusca") o di ripa Veiens o Veientana ("la riva veiente"). Il controllo del territorio era assicurato da un certo numero di villaggi satelliti, cui la tradizione romana fa riferimento attraverso la locuzione septem pagi ("i sette villaggi"). Il possesso di questi avamposti e della risorsa economica del sale furono all'origine della costante rivalità con Roma (le fonti riportano 14 conflitti nell'arco di due secoli); e già nel primo passo in cui la città di Veio viene citata da Tito Livio (in occasione di un conflitto tra i Romani e Fidene di poco successivo alla fondazione tradizionale di Roma nell'VIII secolo a.C.), Romolo appare determinato a giungere ad una dimicatio ultima, ad una battaglia risolutiva:
(Tito Livio, Ab Urbe condita libri, I, 15)
Stando alle fonti storiche il successo dell'impresa militare romulea portò all'incorporazione nell'ager Romanus, già nella seconda metà dell'VIII secolo a.C., di parte del territorio veiente, per il quale fu creata una tribù rustica denominata Romulia.

### Le guerre contro Roma

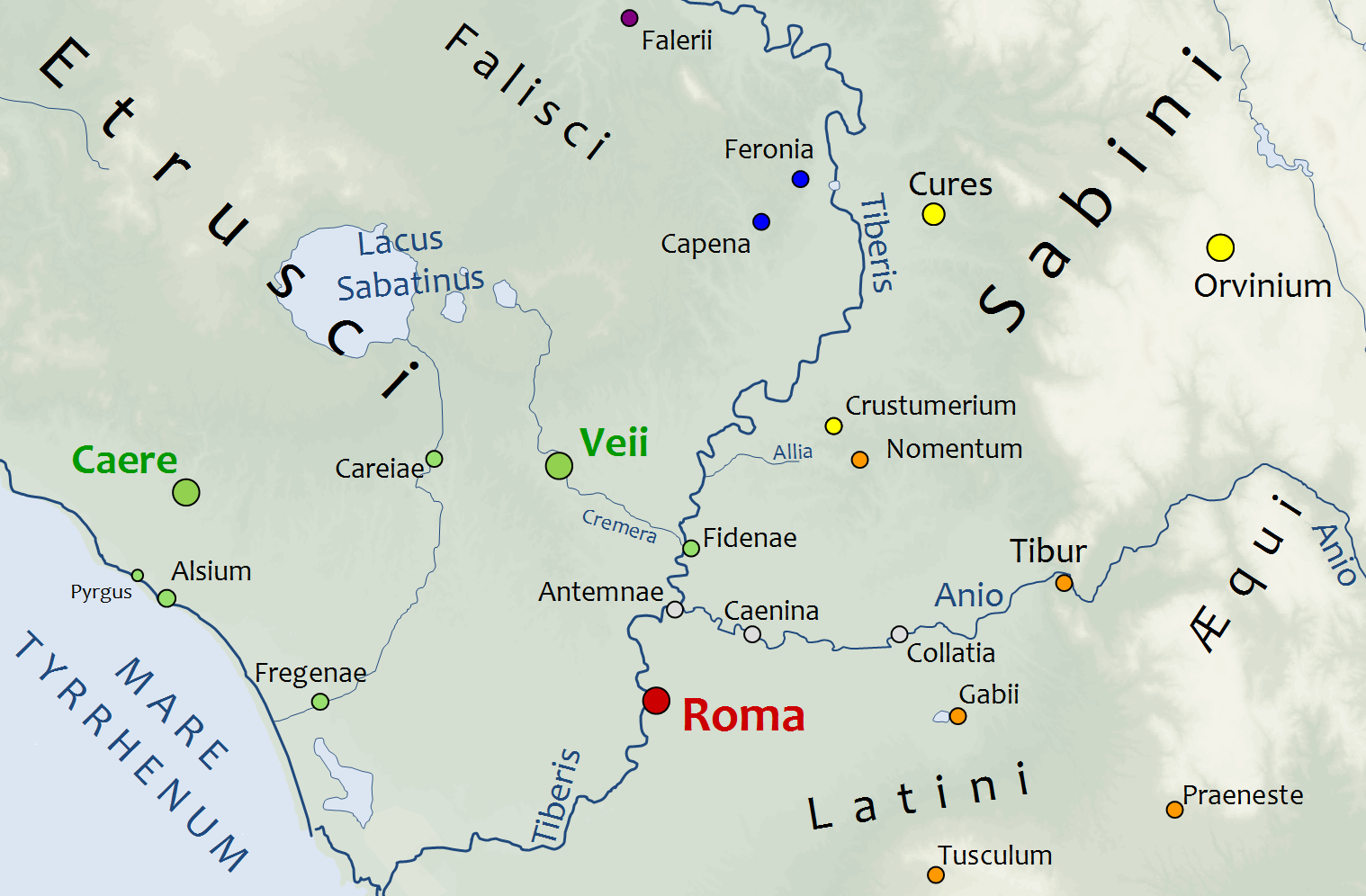
Posizione di Veio al confine tra Etruria, Latium vetus, Sabina e agro falisco. In basso a sinistra, presso la foce del Tevere, gli stagni costieri adattati a saline (campus salinarum).

Tra la fine dell'VIII e la prima metà del VII secolo a.C. i villaggi sul pianoro andarono incontro ad un progressivo incremento demografico: si fanno più nette le differenze sociali tra i vari nuclei familiari (un'aristocrazia affermata fa sfoggio del proprio status attraverso l'adozione di modelli culturali e artistici provenienti dal Vicino Oriente; la tomba a camera, che si diffonde a partire da circa il 700 a.C., diviene espressione del proprio potere economico) e si cementa l'idea di un'unità spaziale del territorio urbano, nel quale le capanne a pianta ovale e circolare cominciano ad essere gradualmente sostituite da capanne a pianta rettangolare e poi, nel corso del VII secolo a.C., dai primi edifici in muratura. Alla metà del VII secolo (regno di Tullo Ostilio) risale, secondo la tradizione romana, un nuovo scontro tra i due popoli, causato ancora una volta dalla situazione dell'etrusca Fidene, entrata oramai sotto il controllo di Roma. Con Anco Marcio si assiste, dopo la vittoria presso il campus salinarum, alla sottrazione ai Veienti della silva Maesia (un'area boschiva non identificata sulla sponda destra del Tevere). Una nuova guerra si ebbe durante il regno di Servio Tullio (per Dionigi, di Tarquinio Prisco) nel VI secolo, ancora una volta favorevole ai Romani. Dopo la cacciata di Tarquinio il Superbo (509 a.C.), i Veienti alleati del re di Chiusi Porsenna attaccarono i Romani presso la silva Arsia ed ebbero la peggio. La guerra riprese nel 482 a.C. perdurando con vari episodi, stavolta in parte favorevole agli Etruschi, fino al 477 a.C. quando, sulle sponde del fiume Cremera (Battaglia del Cremera), fu quasi totalmente distrutta la romana gens Fabia, che pochi anni prima si era stanziata col proprio esercito di clientes in una roccaforte che dominava la vallata. A quel punto i Veienti giunsero a minacciare le stesse mura di Roma ma furono presto ricacciati nel loro territorio. Altri scontri si ebbero negli anni successivi finché, nel 438 a.C., il re di Veio Lars Tolumnius spinse la colonia romana di Fidene alla rivolta: nella battaglia che ne seguì (Battaglia di Fidene) perse la vita lo stesso sovrano veiente. Nel 435 a.C. l'esercito di Veio si ripresentò davanti alle mura di Roma ma la guerra si concluse con la riconquista romana di Fidene. Pochi anni dopo (426 a.C.) Fidene si ribellò ancora una volta ai Romani con l'aiuto dei Veienti ma nello scontro successivo (Battaglia di Fidene) la città fu assalita, saccheggiata e distrutta.

### Presa di Veio
Nel 406 a.C., secondo il racconto tradizionale modellato sulle vicende della Guerra di Troia, Roma, stanca dei continui e logoranti saccheggi delle proprie campagne perpetuati dai Veienti, strinse d'assedio Veio con il proposito di conquistarla, distruggerla e deportarne gli abitanti. Le altre città etrusche rifiutarono di correre in suo aiuto. L'assedio fu assai difficile per i Romani e le continue sortite degli abitanti li costrinsero a mantenere costantemente l'esercito a presidio della città, tanto da trovarsi per la prima volta nella necessità di istituire una retribuzione per i soldati (stipendium). Dopo 10 anni di assedio, nel 396 a.C., sotto il comando di Marco Furio Camillo, la città fu definitivamente conquistata e il culto di Giunone Regina, divinità poliadica, fu trasferito dall'arx (acropoli, oggi Piazza d'Armi) di Veio a Roma (Tempio di Giunone Regina sull'Aventino). La tradizione narra che il generale romano abbia risolto la guerra grazie ad un astuto stratagemma: fece scavare un cunicolo sotterraneo per superare la cinta muraria e introdurre i soldati direttamente in città.
In seguito alla conquista da parte di Marco Furio Camillo Veio venne totalmente saccheggiata, gli abitanti deportati e il territorio (ager Veientanus) fu suddiviso tra i cittadini romani. Negli anni successivi all'incendio gallico di Roma del 390 a.C., che ridusse gran parte dell'Urbe ad un cumulo di cenere, si aprì un dibattito sulla possibilità di costruire una nuova Roma nel sito dell'antica Veio, fertile e meglio difeso naturalmente. La proposta fu tuttavia rigettata dallo stesso Marco Furio Camillo.

### Veio romana (Municipium Augustum Veiens)
L'ager Veientanus fu oggetto di una intensa colonizzazione a seguito della conquista romana: piccole fattorie repubblicane si diffusero capillarmente sul territorio mentre il pianoro della città rimase presumibilmente quasi del tutto disabitato, ad eccezione di alcuni santuari, durante tutta l'età ellenistica. Verso la metà del I secolo a.C. con una lex Iulia Giulio Cesare assegnò ai suoi veterani parte dei terreni e dedusse sull'altipiano una colonia romana. Il nuovo abitato fu impegnato in uno scontro militare durante la guerra di Perugia (41-40 a.C.) e fu trasformato in municipio con l'immissione di veterani augustei (Municipium Augustum Veiens). 

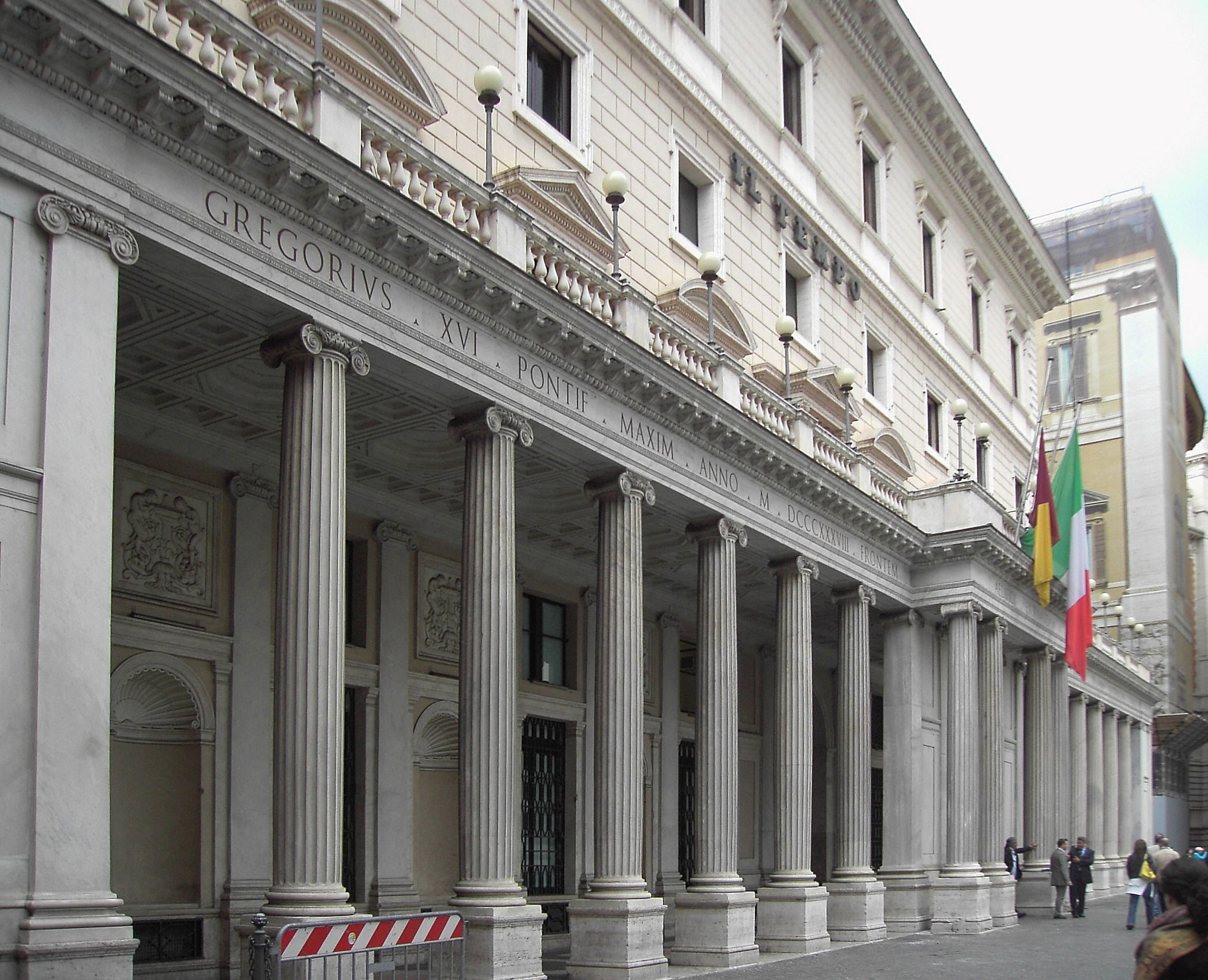
Le colonne romane del foro di Veio portate a Roma (Palazzo Wedekind) da papa Gregorio XVI

La nuova città romana rimase di limitata estensione, gravitante attorno all'incrocio degli assi viari principali sulla sommità del pianoro. Aveva un piccolo foro dal quale furono asportate le 11 grandi colonne ioniche poi reimpiegate nell'edificazione del portico del Palazzo Wedekind in Piazza Colonna a Roma, come ricorda l'iscrizione sulla facciata. 
Furono tratte anche una gran quantità di statue e di iscrizioni integre e frammentarie. Nella gola formata dal Torrente Valchetta, a N di Piazza d'Armi, si individuano i resti di un complesso termale di età augustea o tiberiana (i Bagni della Regina) sorto in corrispondenza di una sorgente di acque termali calde. Un più importante e vasto complesso, con evidenti finalità curative, è stato messo in luce in località Campetti. In vari tratti si conservano porzioni di basolato delle antiche vie romane. Piccole necropoli ad incinerazione del periodo romano e resti di alcuni mausolei sono attestati rispettivamente all'esterno dell'antica porta N-E e nei pressi di Isola Farnese. Non è certo che la città fosse servita da un acquedotto: l'aqua Traiana transitava comunque poco distante e presso Isola Farnese furono rinvenute tre fistulae (tubi) plumbee con l'indicazione [rei]public(ae) Veientanorum (CIL XI, 3817; 3818). I cittadini del municipio erano registrati nella tribù Tromentina. L'ultima testimonianza epigrafica riferibile alla città romana è datata al periodo compreso tra il 293 e 305 d.C., quando il senato locale dedicò una statua a Costanzo Cloro (CIL XI, 3796). Il centro abitato risulta ancora presente sulla Tabula Peutingeriana con il nome di Veios, 6 miglia oltre la località ad Sextum (oggi Tomba di Nerone sulla via Cassia) provenendo da Roma e a 9 miglia di distanza da ad Vacanas (Baccano).

## Galleria d'immagini

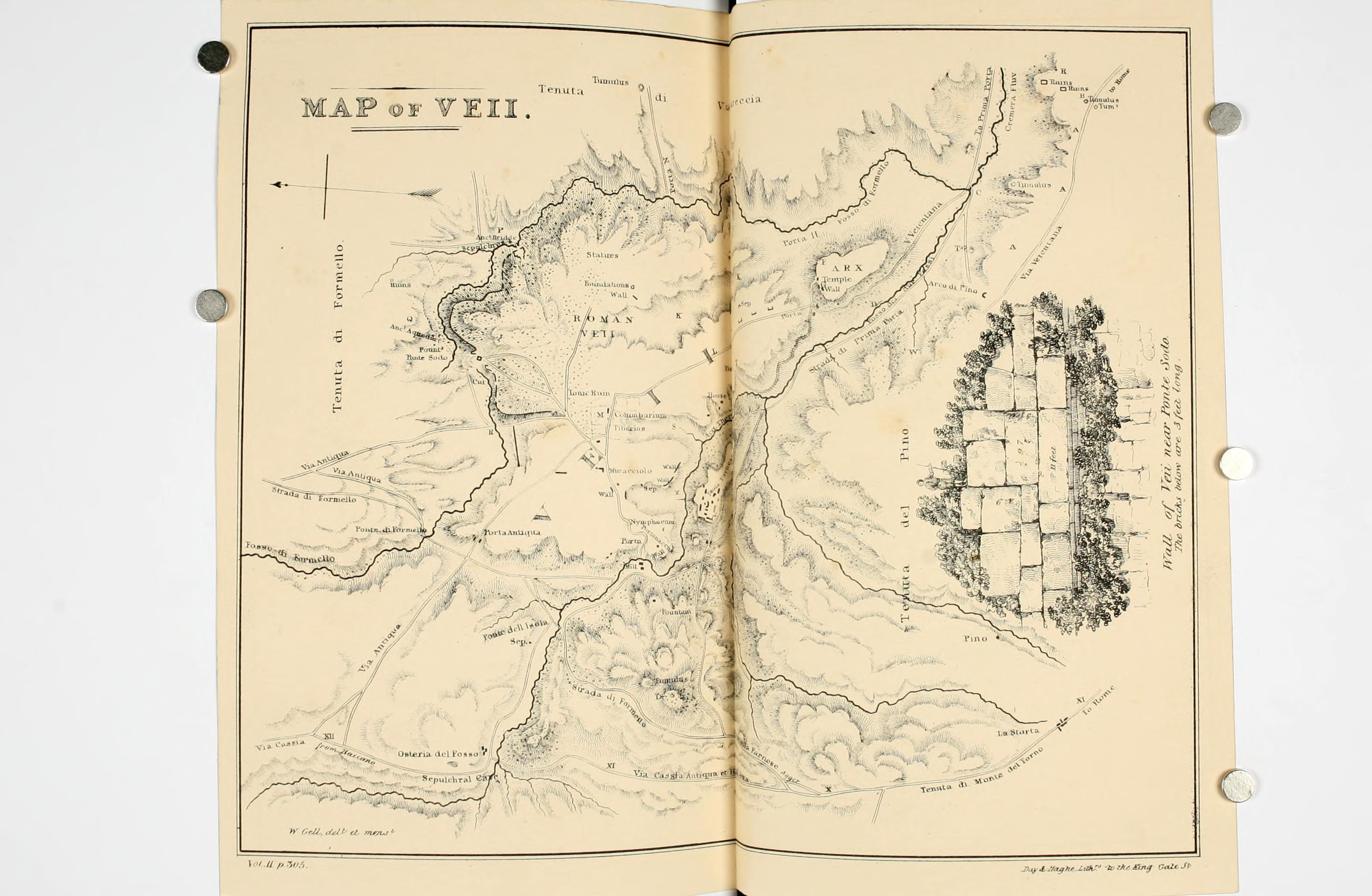
Mappa di Veio di William Gell (ed. 1834)
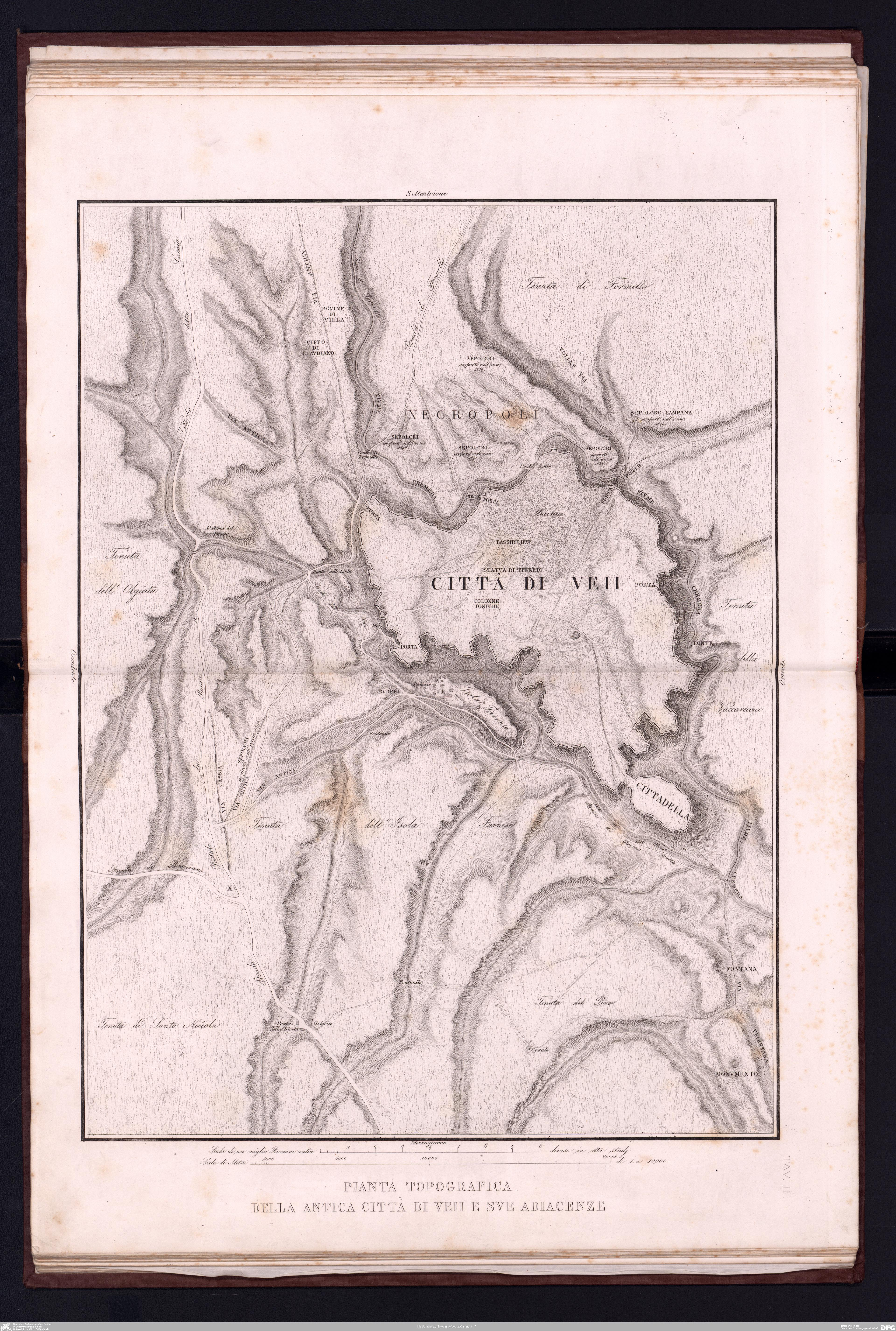
Mappa di Veio di Luigi Canina
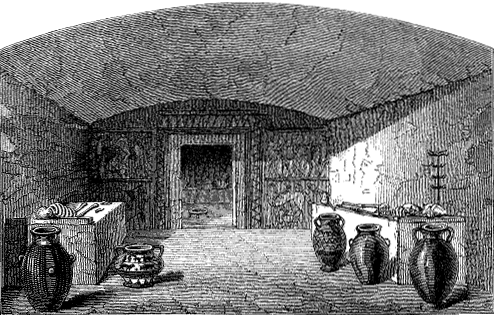
La Tomba Campana a Veio
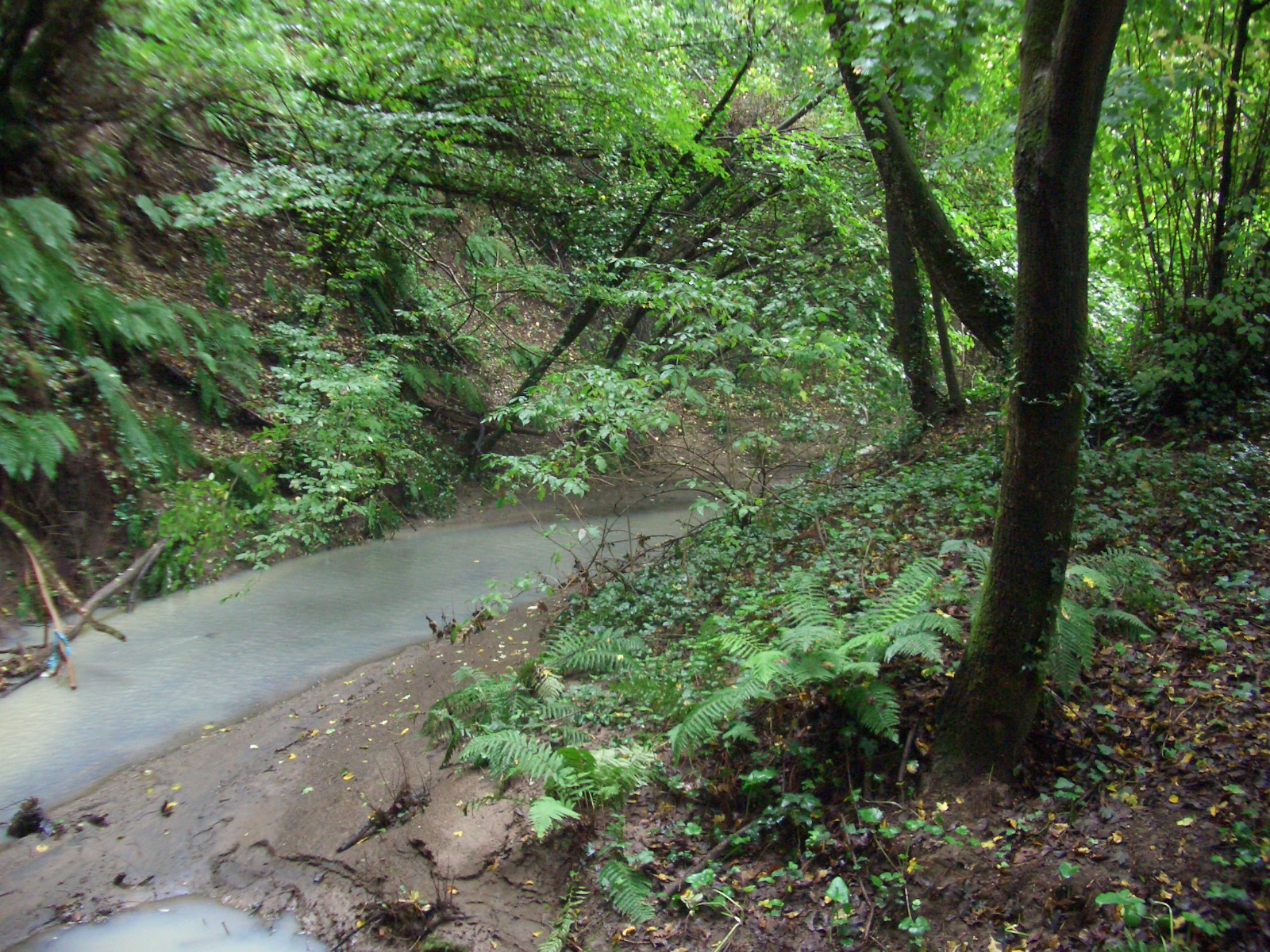
Formello - Fosso dei Costaroni
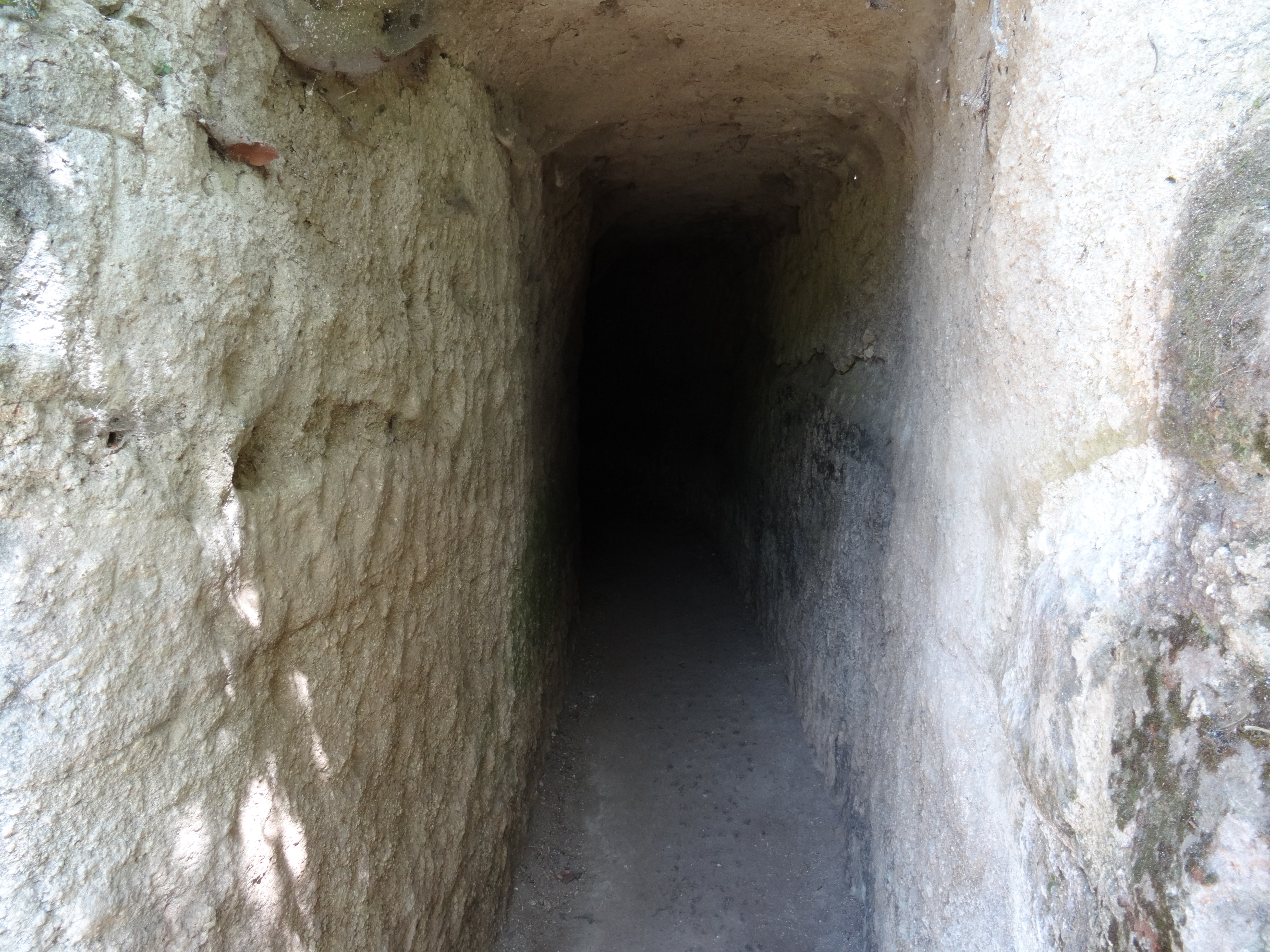
Cunicolo a Veio
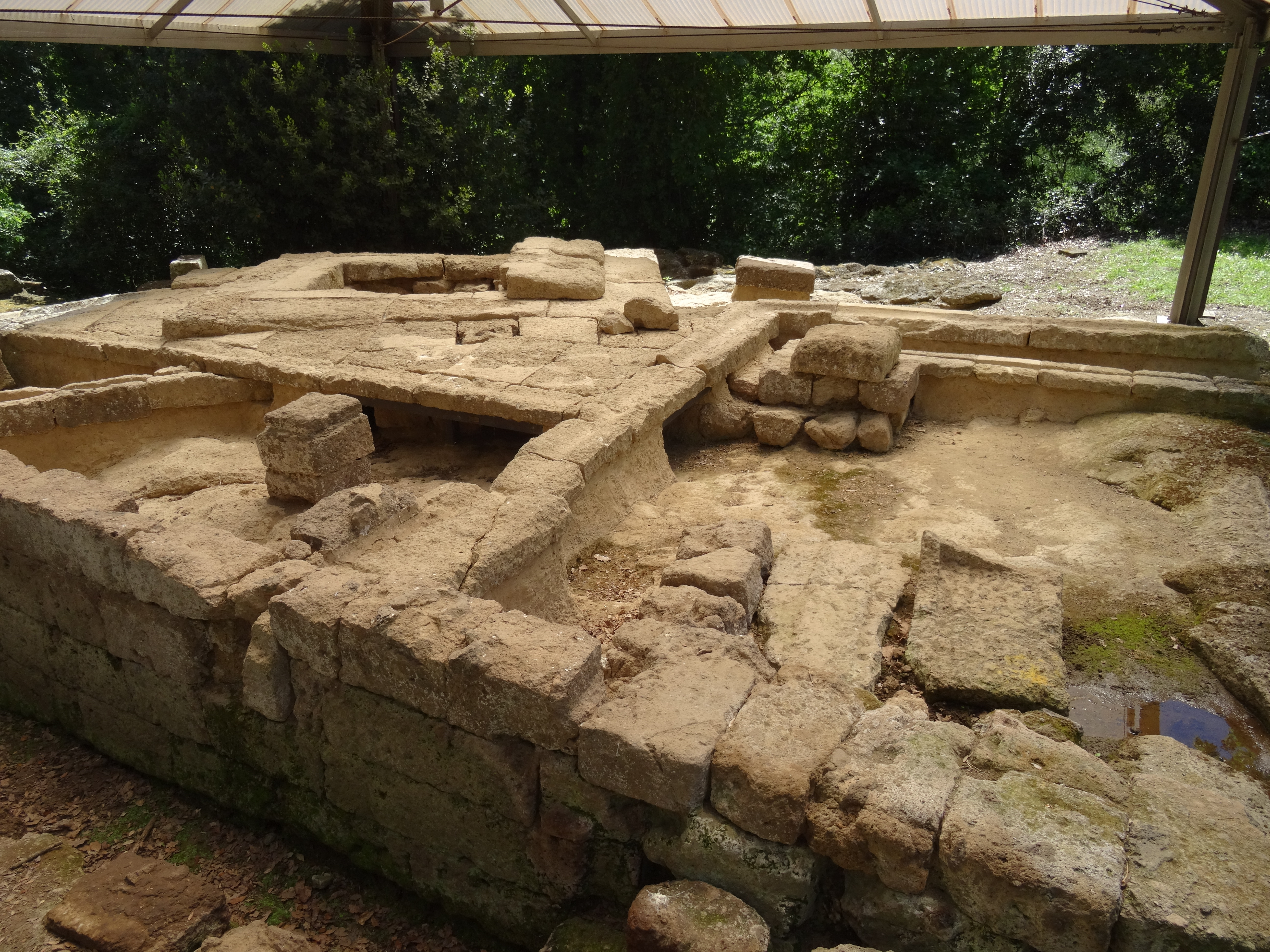
Ruderi di Veio
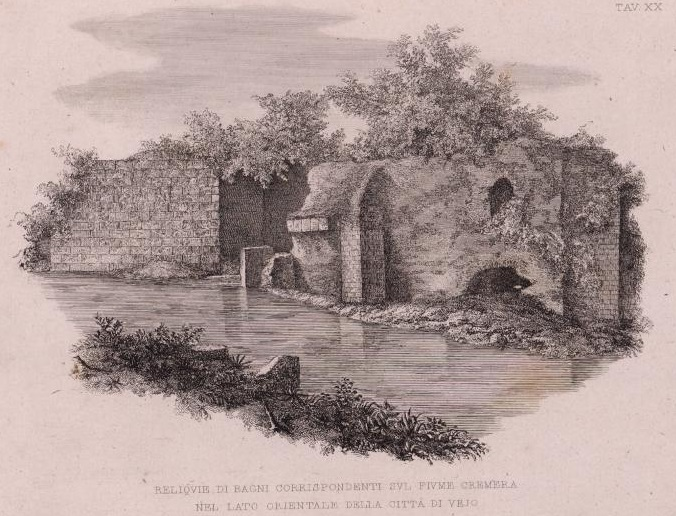
Bagni della Regina - Veio, in un'incisione di Luigi Canina